# Nošnica
Nošnica je reka koja izvire ispod prevoja zvanog Granica na nadmorskoj visini od 1320 metara i predstavlja prirodnu granicu između Golije i Javora. U Moravicu se uliva kod sela Međurečje i to na nadmorskoj visini od 530 metara.
 Nošnica se smatra za jednu od najčistijih reka u Moravičkom okrugu.